# 47002 Harlingten
47002 Harlingten è un asteroide della fascia principale. Scoperto nel 1998, presenta un'orbita caratterizzata da un semiasse maggiore pari a 2,4498352 UA e da un'eccentricità di 0,2079738, inclinata di 2,33529° rispetto all'eclittica.
Appartiene alla famiglia di asteroidi Nysa.